# Uchaud
Uchaud este o comună în departamentul Gard din sudul Franței. În 2009 avea o populație de 4.028 de locuitori.

## Evoluția populației
| An        | 1975  | 1982  | 1990  | 1999  | 2006  | 2009  |
| --------- | ----- | ----- | ----- | ----- | ----- | ----- |
| Populație | 1.904 | 2.339 | 2.699 | 3.284 | 3.799 | 4.028 |